# Костноголов Лангсдорфа
Костноголов Лангсдорфа (лат. Itapotihyla langsdorffii) — вид бесхвостых земноводных из семейства квакш, единственный представитель рода Itapotihyla. Название рода происходит от трёх слов: itá — «камень» и poti — «цветок» на языке тупи-гуарани, а также лат. Hyla — «квакша», и связано с внешним видом лягушки, напоминающей лишайник или мох. Видовое название дано в честь Георга Лангсдорфа.

## Описание
Это относительно крупные древесные лягушки. Присутствует половой диморфизм — самки крупнее самцов, и достигают размера 103 мм, самцы — 81 мм.

## Образ жизни
Это древесная лягушка, встречающаяся на кустарниках и деревьях в тропических лесах. Рацион в основном состоит из членистоногих (в частности, кузнечиков и сверчков), а также останков позвоночных (в содержимом желудка находили перья птиц).

## Размножение
Размножение происходит во временных и постоянных водоёмах внутри тропических лесов. Кладка может быть более 6000 яиц. Размножение связано с интенсивной вокализацией самцов. В дополнение к вокализации, взаимодействие между самцами может включать в себя захваты и толчки, и даже переходить в прямой физический бой.

## Распространение
Обитают в биоме атлантического леса Бразилии, с изолированной популяцией в восточном Парагвае, прилегающей Бразилии и северо-восточной Аргентине. 